# Furan (Fluss)
Der Furan (oder auch Furens) ist ein Fluss in Frankreich, der im Département Loire in der Region Auvergne-Rhône-Alpes verläuft. Er entspringt im Regionalen Naturpark Pilat im Gemeindegebiet von Le Bessat, entwässert generell in nordwestlicher Richtung, durchquert das Stadtgebiet von Saint-Étienne und mündet nach rund 39 Kilometern bei Andrézieux-Bouthéon als rechter Nebenfluss die Loire.

## Orte am Fluss
(Reihenfolge in Fließrichtung)
- Le Bessat
- Tarentaise
- Planfoy
- Rochetaillée, Gemeinde Saint-Étienne
- Saint-Étienne
- La Fouillouse
- Andrézieux-Bouthéon